# Pierre Rivalz
Pierre Rivalz, le chevalier Rivalz, parfois appelé Jean-Pierre Rivalz le jeune, est un peintre, graveur, collectionneur d'art et professeur de dessin français, né à Toulouse le 15 septembre 1720, et mort dans la même ville le 26 juillet 1785,.

## Biographie
Pierre Rivalz est le fils d'Antoine Rivalz, peintre de l'hôtel de ville de Toulouse, et de Louise Rivalz, le beau-frère de Jean-Baptiste Despax.
Il a hérité de son père, Antoine Rivalz, son « cabinet, à savoir livres, estampes, dessins originaux, modèles, instruments de mathématiques et généralement tout ce qui peut avoir du rapport avec ces professions »,.
Il a d'abord été formé au dessin et à la peinture par son père. Il a séjourné à Rome entre 1735 et 1746 où il est l'élève de Pierre Subleyras. Ayant fait le portrait du pape Benoît XIV qui l'a nommé comte du Sacré palais et chevalier de l'Éperon d'Or. Il est présent à la première assemblée de la Société des beaux-arts de Toulouse, le 10 mai 1746.
Il s'est marié par contrat du 12 janvier 1752 avec Magdelaine de Poussoy, fille d'Antoine de Poussoy, écuyer, et de Marianne de Carratié. Ils se sont mariés dans l'église Saint-Jean-de-Jérusalem le 18 janvier 1752. De son mariage sont nés :
- Louise-Françoise Rivalz, née le 7 novembre 1755,
- Aymonde Rivalz, née le 4 mars 1757,
- Maurice-Jérôme Rivalz, né le 22 septembre 1758, décédé le 15 août 1758[8].

Il succède à Guillaume Cammas comme peintre de l'hôtel de ville de Toulouse, en 1756. Il est remplacé, en 1779, comme peintre et architecte du Capitole par son ancien élève François Cammas, en 1779. Comme peintre de l'hôtel de ville, il est professeur de peinture dans le cours donné par l'Académie royale de peinture, sculpture et d'architecture. Il doit aussi restaurer les peintures qui sont exposées dans l'hôtel de ville en 1762. En 1763, il peint, pour le prix de 450 livres, la nouvelle salle de bal ouverte dans le prolongement de la salle des Illustres, exécutée sous la direction de l'architecte Hardy.
Grand collectionneur d'œuvres antiques, une partie de sa collection est entrée au musée de Toulouse, aujourd'hui, au musée Saint-Raymond, comme le Relief des Amazones ou la réplique antique du Discobole de Myron (Chevalier Rivalz, Différents morceaux antiques que l'on voit à Toulouse chez M. Rivalz, professeur de l'Académie royale des arts).

## Élèves
Professeur de peinture de l'académie de peinture, sculpture et architecture, il a eu pour élèves :
- Jacques Gamelin,
- Jean Suau
- François Cammas

## Tableaux
- Saint Albert, aux Carmes Déchaussés[10] ;
- Baptême de Jésus-Christ, à l'église Saint-Jean de Jérusalem ;
- Immaculée Conception, à l'église Saint-Jean de Jérusalem ;
- Jésus-Christ en croix, à l'église Saint-Jean de Jérusalem ;
- La Prédication de saint Jean-Baptiste
- Naissance du Sauveur, aux Orphelines[11] ;
- Portrait d'Antoine Rivalz
- Prédication de saint Jean, à l'église Saint-Jean de Jérusalem.
- Apothéose de saint Saturnin
- Naissance de saint Jean-Baptiste, signé 1778, tableau commandé par le Grand-Prieur de Toulouse pour l'église de Reignès qui en dépendait[12], puis au couvent des Dames Maltaise, à Saint-Cyprien, ensuite au musée des Augustins[13] avant d'être exposé à l'église Saint-Pierre des Chartreux de Toulouse[14].

Le 9 juin 1753, il a reçu la commande du Grand Prieur de Toulouse de cinq tableaux pour la décoration de la salle de l'Hôtel de Malte pour le prix de 1 800 livres :
- La prise de Rhodes par le grand Maître Fr. Folco de Villareto en 1309,
- Le siège de Rhodes soutenu par le Fr. Pietro Abussone en 1479,
- L'Armée de la Religion combat et prend celle du Sultan d'Egypte en 1510,
- André Roi de Hongrie reçoit par dévotion la semi-croix du Fr. Guerrino di Montecorto,
- La Prise du Grand Gallion.

Le quatrième de ces tableaux se trouvait au musée des Augustins en 1818, mais a ensuite disparu. Aucun de ces tableaux ne semblent subsister.
Certains tableaux qui sont cités dans les premiers catalogues du Museum provisoire rédigés par Jean Paul Lucas ont ensuite disparu.

## Publication
- Analyse des différens ouvrages de peinture, sculpture et architecture qui sont dans l'hôtel de ville de Toulouse dédiée à Mademoiselle de Vaudeuil, Toulouse, imprimerie de Joseph Dalles, 1770[15],[16].